# Zimowe Igrzyska Olimpijskie 1928
Zimowe Igrzyska Olimpijskie 1928, oficjalnie jako II Igrzyska Zimowej Olimpiady – multidyscyplinarne zawody sportowe, które odbyły się w szwajcarskim mieście St. Moritz od 11 do 19 lutego 1928 roku. Były to pierwsze igrzyska olimpijskie organizowane w Szwajcarii. Oficjalnego otwarcia dokonał prezydent kraju Edmund Schulthess.
Igrzyska okazały się wielkim sportowym sukcesem, lecz organizatorzy musieli się zmagać z trudnościami natury pogodowej. Silne wiatry zwane Föhn przyniosły falę cieplejszych mas powietrza, co wywołało wiele komplikacji. Podczas biegu narciarskiego na 50 kilometrów, w momencie startu temperatura wynosiła około 0 °C. Lecz w trakcie zawodów temperatura wzrosła do 25 °C topiąc śnieg na trasie. Temperatura ta utrzymała się także w nocy co całkowicie zniszczyło wcześniej przygotowane trasy narciarskie. Ocieplenie roztopiło lód na torze łyżwiarskim, przez co przerwano zawody po kilku pierwszych wyścigach i nigdy ich nie wznowiono. Z powodu pogody w zawodach bobslejowych możliwe było zorganizowanie jedynie dwóch rund zjazdów. Szczęśliwie w ciągu kilku kolejnych dni temperatura ponownie spadła i unormowała się, co umożliwiło dalsze przeprowadzenie zawodów.
W klasyfikacji medalowej zwyciężyła reprezentacja Norwegii, zaś najbardziej utytułowanym zawodnikiem został Norweg Bernt Evensen, który zdobył trzy medale w łyżwiarstwie szybkim.

## Tło startu

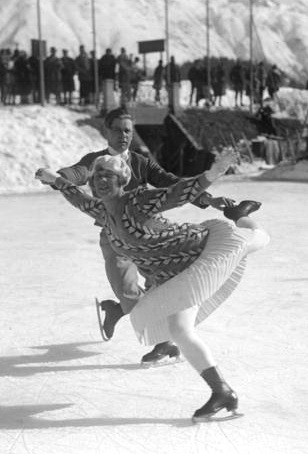
Srebrni medaliści w łyżwiarstwie figurowym — Lilly Scholz i Otto Kaiser (AUT)

Szwajcaria była dobrze przygotowana do organizacji igrzysk w słynnym zimowym kurorcie St. Moritz, lecz na zawody padł cień politycznej sytuacji w Europie. Od czasu zakończenia I wojny światowej, Niemcy nie były zapraszane na igrzyska olimpijskie. Jednakże Międzynarodowy Komitet Olimpijski stwierdził, że II Zimowe Igrzyska Olimpijskie będą odpowiednim wydarzeniem by niemieccy zawodnicy powrócili do startów olimpijskich. Decyzja ta wzbudziła oburzenie, a Belgijski Komitet Olimpijski złożył oficjalny protest.
Igrzyska te były pierwszymi igrzyskami, którym przewodził nowy przewodniczący MKOl, Henri de Baillet-Latour, który w 1925 roku zastąpił na tym stanowisku barona Pierre’a de Coubertina.
Obiekty sportowe były przygotowane na długo przed zawodami. St. Moritz dysponowało torem bobslejowym, na którym od lat organizowano zawody bobslejowe i skeletonowe; a także wieloma torami łyżwiarskimi. Otoczenia miasta – góry i jeziora – umożliwiały przeprowadzenie zawodów w łyżwiarstwie figurowym i narciarstwie. Wioska olimpijska wymagała minimalnych prac. Jednakże Szwajcarzy przygotowali specjalnie na zawody najwyższą skocznię narciarską, Olympiaschanze.

## Dyscypliny

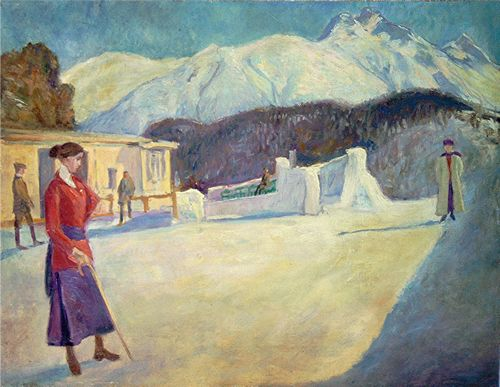
Obraz Johannesa Martiniego przedstawiający tor bobslejowy, 1905

Na II Zimowych Igrzyskach Olimpijskich rozegrano zawody w czternastu konkurencjach w ośmiu dyscyplinach.
- Biegi narciarskie (szczegóły)
- Bobsleje (szczegóły)
- Hokej na lodzie (szczegóły)
- Kombinacja norweska (szczegóły)
- Łyżwiarstwo figurowe (szczegóły)
- Łyżwiarstwo szybkie (szczegóły)
- Skeleton (szczegóły)
- Skoki narciarskie (szczegóły)

Dodatkowo zorganizowano zawody w dwóch dyscyplinach pokazowych:
- Patrol wojskowy (szczegóły)
- Skijöring (szczegóły)

## Obiekty olimpijskie
Zawody na II Zimowych Igrzyskach Olimpijskich zostały przeprowadzone na następujących arenach sportowych:
- Lodowisko olimpijskie w St. Moritz – hokej na lodzie, łyżwiarstwo figurowe, łyżwiarstwo szybkie;
- Olympiaschanze – kombinacja norweska (skoki), skoki narciarskie;
- Tor bobslejowy St. Moritz-Celerina – bobsleje;
- Tor skeletonowy Cresta-Run – skeleton;
- Wzgórza wokół St. Moritz – biegi narciarskie, kombinacja norweska (biegi).

## Państwa uczestniczące
II Zimowe Igrzyska Olimpijskie gościły reprezentacje dwudziestu pięciu krajów. Dla szesnastu reprezentacji był to drugi występ na zimowych igrzyskach olimpijskich, zaś dziewięć państw było na tych zawodach debiutantami. Byli to: Argentyna, Estonia, Holandia, Japonia, Litwa, Luksemburg, Meksyk, Niemcy i Rumunia. Igrzyska te były pierwszymi, które gościły zawodników z Ameryki Południowej (Argentyna) i Azji (Japonia). W nawiasach podano liczbę sportowców w danej reprezentacji.
- Argentyna (10)
- Austria (39)
- Belgia (25)
- Czechosłowacja (29)
- Estonia (2)
- Finlandia (18)
- Francja (38)
- Holandia (7)
- Japonia (6)
- Kanada (23)
- Królestwo SHS (6)
- Litwa (1)
- Luksemburg (5)
- Łotwa (1)
- Meksyk (5)
- Norwegia (25)
- Polska (26)
- Republika Weimarska (44)

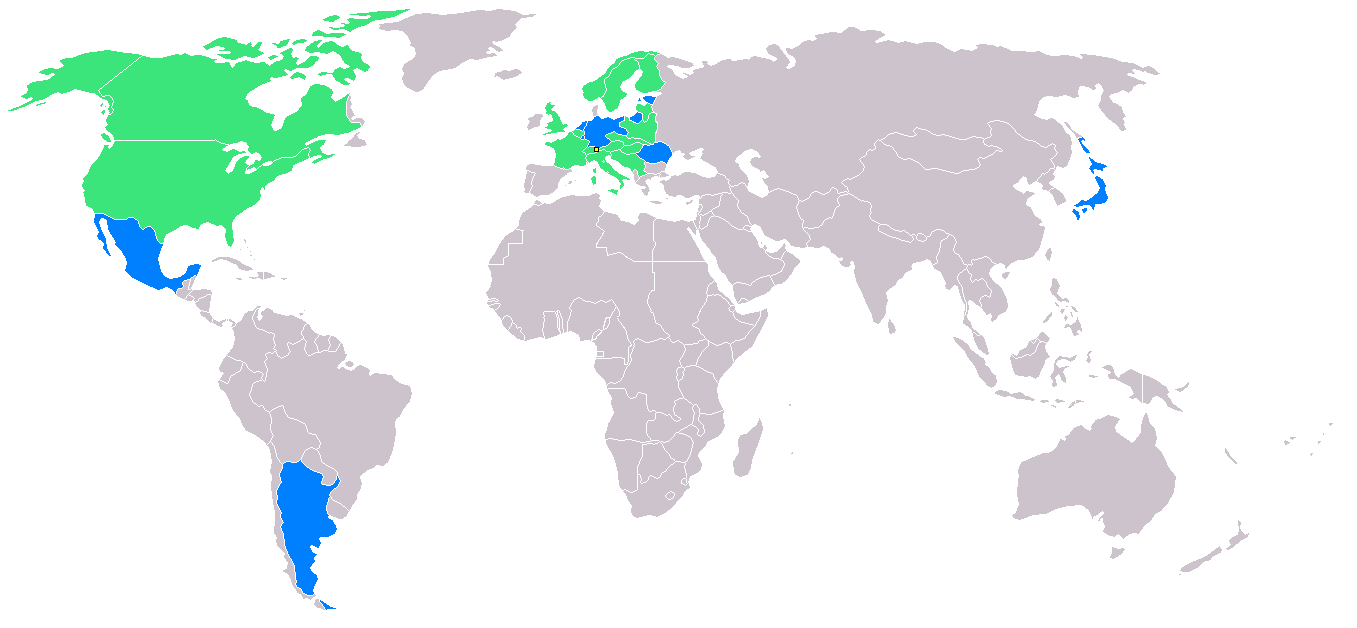
Legenda
kolor niebieski – państwa, uczestniczące w zimowych igrzyskach olimpijskich po raz pierwszy
kolor zielony – państwa, uczestniczące w zimowych igrzyskach olimpijskich po raz kolejny

- Rumunia (10)
- Stany Zjednoczone (24)
- Szwajcaria (41)
- Szwecja (24)
- Węgry (13)
- Wielka Brytania (32)
- Włochy (13)

## Klasyfikacja medalowa

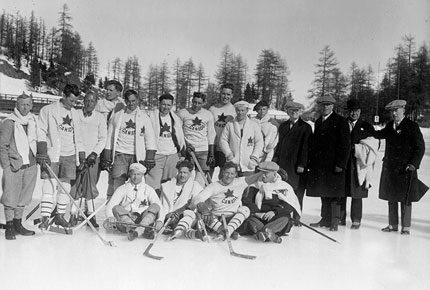
Ekipa kanadyjska w hokeju na lodzie (złoty medal)

| Lp.   | Państwo           | Złoto | Srebro | Brąz | Razem |
| ----- | ----------------- | ----- | ------ | ---- | ----- |
| 1     | Norwegia          | 6     | 4      | 5    | 15    |
| 2     | Stany Zjednoczone | 2     | 2      | 2    | 6     |
| 3     | Szwecja           | 2     | 2      | 1    | 5     |
| 4     | Finlandia         | 2     | 1      | 1    | 4     |
| 5     | Francja           | 1     | 0      | 0    | 1     |
| 5     | Kanada            | 1     | 0      | 0    | 1     |
| 7     | Austria           | 0     | 3      | 1    | 4     |
| 8     | Belgia            | 0     | 0      | 1    | 1     |
| 8     | Czechosłowacja    | 0     | 0      | 1    | 1     |
| 8     | Rep. Weimarska    | 0     | 0      | 1    | 1     |
| 8     | Szwajcaria        | 0     | 0      | 1    | 1     |
| 8     | Wielka Brytania   | 0     | 0      | 1    | 1     |
| Razem | Razem             | 14    | 12     | 15   | 41    |